# Loxostege oblinalis
Loxostege oblinalis là một loài bướm đêm trong họ Crambidae.